# 横浜市教育文化センター
横浜市教育文化センター（よこはましきょういくぶんかセンター）は、横浜市中区万代町1-1にあった地上11階・地下2階建ての複合施設である。

## 概要
JR根岸線関内駅前の南側、大通り公園に面した一角に、1974年（昭和49年）に完成した。前川國男の設計により、打放しコンクリートとレンガタイルで仕上げられた、4つの建物が合わさったような外観を持つ。この場所は地下鉄関連施設を建設するために横浜市交通局が取得した土地であり、建設当時は隣の大通り公園直下で市営地下鉄の建設工事が行われていた。土地の高度利用のために横浜市によって建物が建設され、2階には収容人員524人の横浜市教育文化ホール、地下1階から地上3階にかけては横浜市民ギャラリーが入り、横浜市教育委員会も事務所を置いていた。特に横浜市民ギャラリーは2010年の実績で利用率99%、年間46万人の来場者があったが、1996年の耐震診断で倒壊の危険性を指摘され、東日本大震災により建物の存続断念が決定された。横浜市民ギャラリーは2012年度末で一旦閉館し、2014年10月10日に、横浜市西区宮崎町の市職員会館「いせやま会館」を改修して再オープンした。
9階・10階は横浜市交通局が使用しており、1975年（昭和50年）5月には横浜市営地下鉄の「万代町運転指令所」（1988年に「万代町運輸指令所」に改称）・電力指令所が、地下2階には、地下鉄の万代町変電所も設置されていた。なお運転指令所は2002年（平成14年）に新羽車両基地に移転した。
2013年3月末をもって完全閉館し、2018年に解体された。跡地は関東学院大学により、キャンパスや、市民も利用可能なホールやギャラリーからなる建物が建設され、
横浜・関内キャンパスとして2023年開業した。